# Podor
Podor ist die nördlichste Stadt in Senegal. Sie ist Präfektur des Départements Podor in der Region Saint-Louis. Das Stadtbild macht einen eher malerischen, kleingliedrigen Eindruck.

## Geographische Lage
Podor liegt im äußersten Norden der Region Saint-Louis, 177 Kilometer von der Regionalpräfektur Saint-Louis entfernt. Die Stadt liegt am linken Ufer des in westliche Richtung mäandrierenden Senegal-Stroms, und zwar am Westufer seiner am weitesten nach Norden ausbiegenden Flussschlinge. Vor dem Bau des Diama-Damms machte sich bis über Podor hinaus der Einfluss der Gezeiten durch regelmäßiges Steigen und Fallen des Pegelstands im Strom bemerkbar, wobei das salzige Meerwasser jedoch nicht bis hierher vordrang. Jenseits des hier rund 150 Meter breiten Stroms am rechten Ufer in Mauretanien liegt der Stadt Podor gegenüber die kleine Siedlung Lekseiba 2. Die Erreichbarkeit von Podor auf dem Landweg ist durch die Lage auf der Insel Morfil erschwert, die durch den Senegal und seinen linken südlichen Nebenarm, den Doué, gebildet wird. Fünf Kilometer südöstlich von Podor führt eine 160 Meter lange Straßenbrücke über den Doué.

## Geschichte

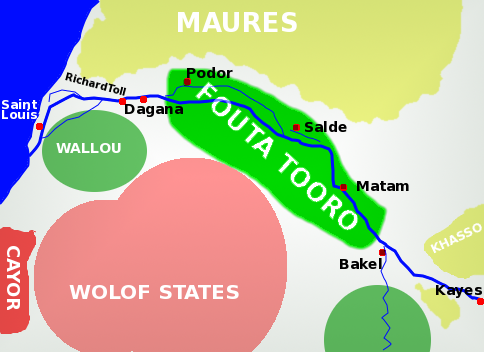
Lage von Podor im Fouta Toro

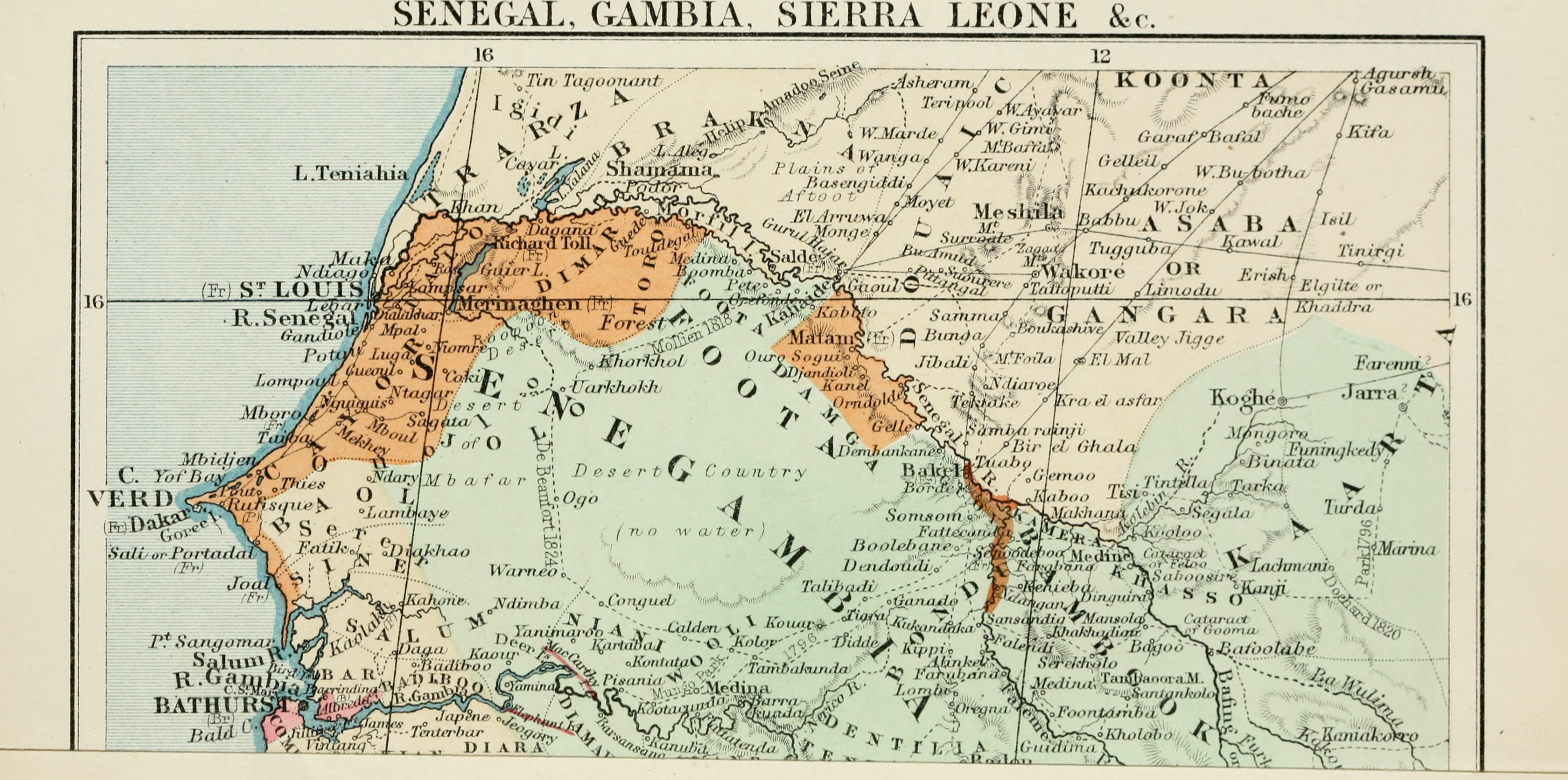
Senegal-Karte von 1878 mit Lage von Podor auf der Insel Morfil

Von alters her wurde in Podor von den hier ansässigen Tukulor reger Handel getrieben. Vor allem Gewürze aus dem Norden wurden von hier aus verschifft. Auch Gold, das aus dem legendären Goldland bei Golem oberhalb des Flusses kam, sowie Eisenerz gehörten zu den begehrten Handelsgütern.
In Podor hat die französische Kolonialherrschaft ebenso wie in den flussabwärts gelegenen Städten Saint-Louis und Richard Toll sowie weiter flussaufwärts in Matam und Bakel bauliche Spuren hinterlassen. In den 1730er Jahren haben sich die Franzosen in Podor niedergelassen und für ihre Handelskompagnie ein Fort und ein Kontor errichtet. Im Juni und Oktober 1749 bereiste der Botaniker Michel Adanson unter anderem auch zweimal den Senegal-Fluss bis Podor und beschrieb seine Forschungsreisen in einem Buch. Über Podor hielt er fest, dass die Franzosen dort tropische Nutzhölzer vorfanden und dem fruchtbaren Boden exotische Früchte abgewinnen konnten wie Pomeranzen, Citronen, Limonen, Feigen, Granatäpfel und Guaven, Ananas, Papaya und Stachelannonen.
Podor lag im Gebiet des 1776 gegründeten Reiches Fouta Toro.
Als Louis Faidherbe nach Senegal kam und 1854 zum Bataillonskommandant und Gouverneur ernannt wurde, eroberte er mit seinen Truppen 1854/1855 auch Podor, baute das Fort aus und unterwarf die Stadt der französischen Kolonialverwaltung.

## Bevölkerung
Die letzten Volkszählungen ergaben für die Stadt jeweils folgende Einwohnerzahlen:
| Jahr | Einwohner |
| ---- | --------- |
| 1988 | 7.469     |
| 2002 | 9.472     |
| 2013 | 11.608    |

## Wirtschaft und Infrastruktur

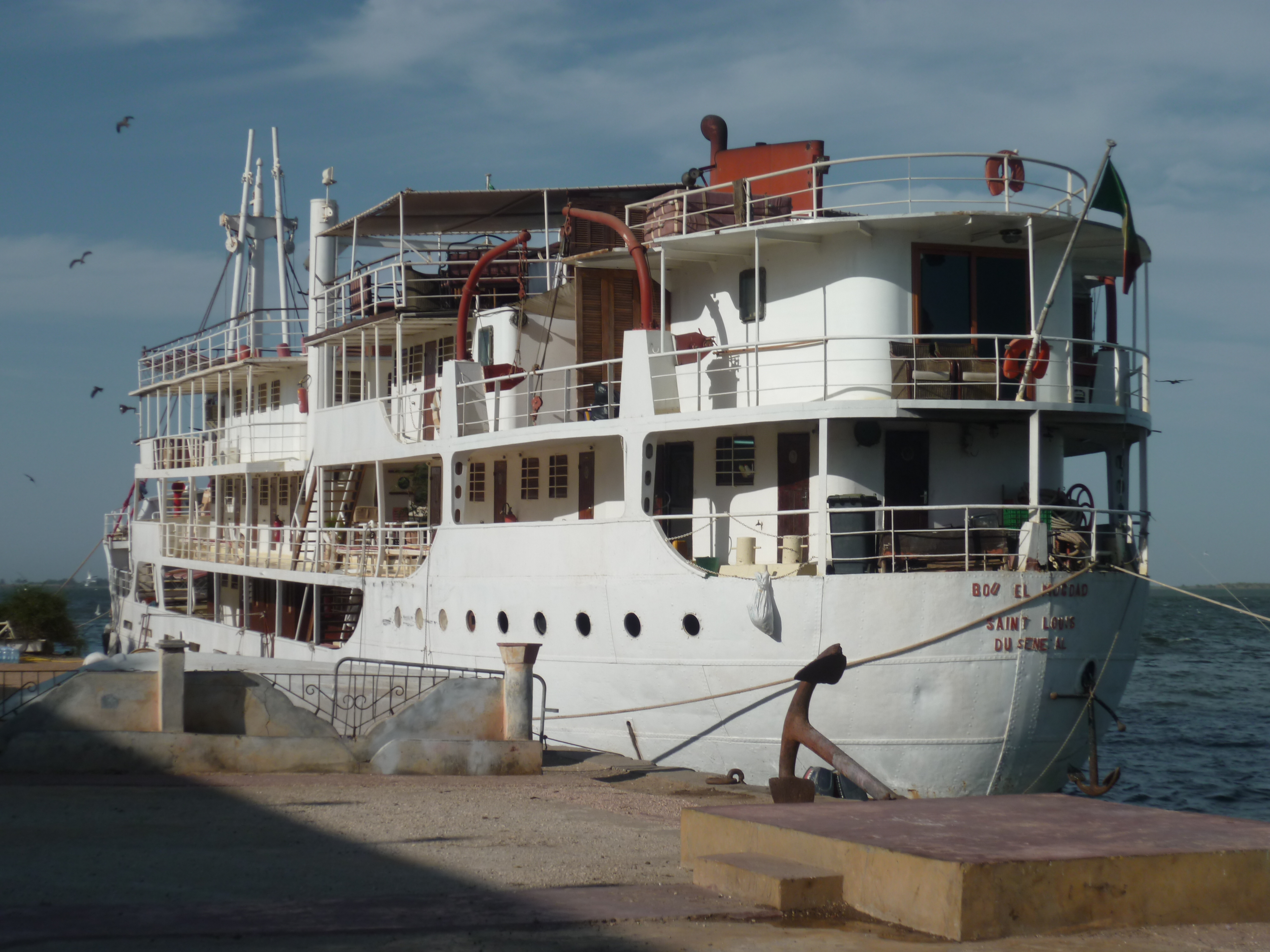
Fahrgastschiff Bou El Mogdad

Seit einigen Jahren ist man bemüht, die Infrastruktur für einen bescheidenen Tourismus aufzubauen. Von Oktober bis Mai verkehrt das Flusskreuzfahrtschiff Bou el Mogdad vierzehntäglich auf dem Senegal zwischen Saint-Louis und Podor.
Die D 402 B als Zubringerstraße von Podor zur südlich der Insel Morfil auf dem Festland vorbeiführenden Nationalstraße N 2 hat eine Länge von 22 Kilometer bis zu dem Dorf Tarédji (Richtung Osten). Die Verbindung nach Westen über die D 402 zum Dorf Boubé Ndiandane ist 28 Kilometer lang.
Über den nördlich der Stadt gelegenen Flugplatz Podor ist diese auch an das nationale Luftverkehrsnetz angeschlossen.

## Persönlichkeiten
- Baaba Maal (* 1953), Sänger
- Issa Soumaré (* 2000), Fußballspieler